# 화학기계적 연마
화학기계적 연마(Chemical-mechanical polishing, CMP) 또는 화학기계적 평탄화는 화학적 힘과 기계적 힘을 결합하여 표면을 매끄럽게 하는 프로세스이다. 이는 화학적 에칭과 자유 연마재 연마의 하이브리드로 생각할 수 있다. 이는 반도체 산업에서 집적 회로 제조 공정의 일부로 반도체 웨이퍼를 연마하는 데 사용된다.

## 설명

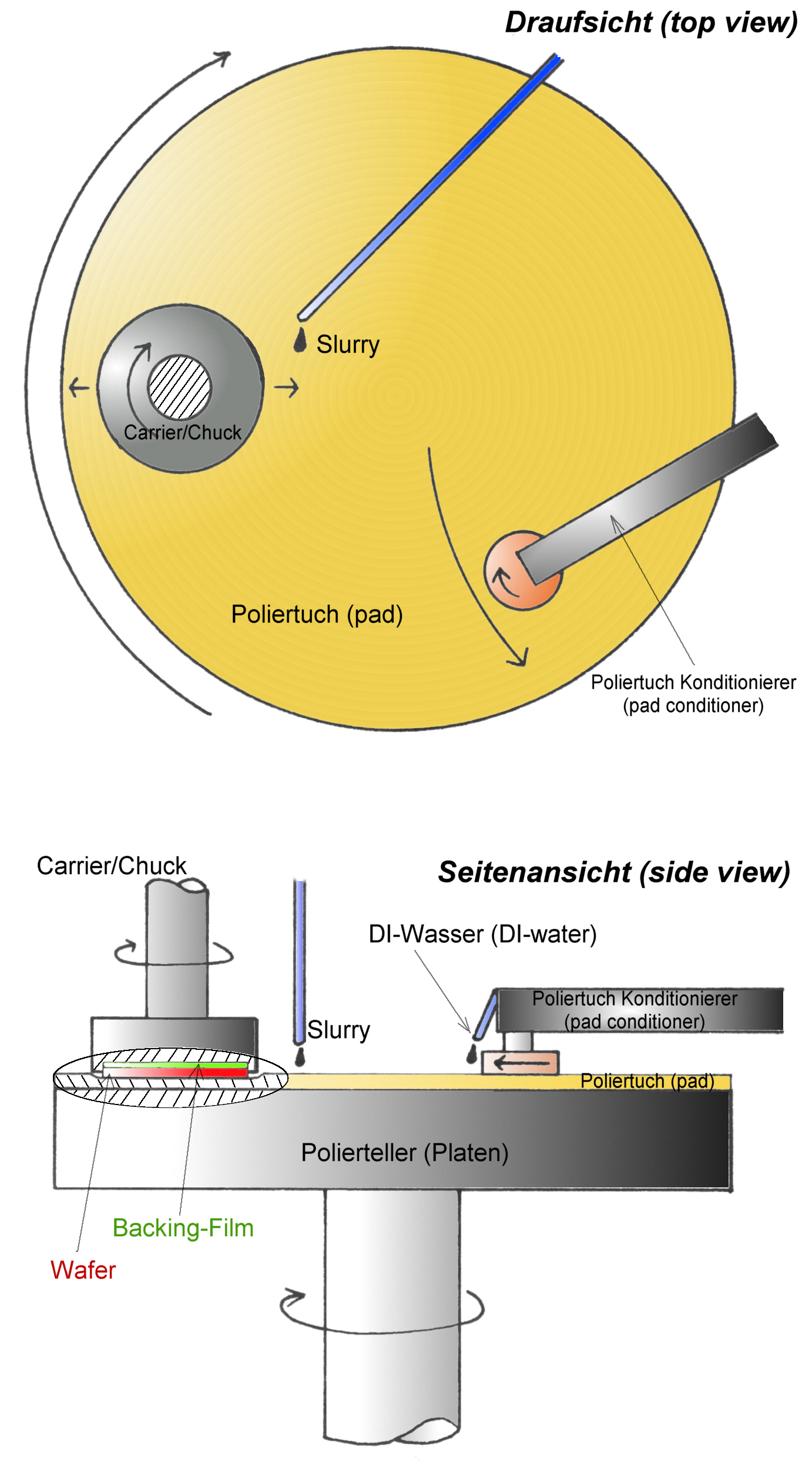
CMP의 기능원리

이 공정에서는 일반적으로 웨이퍼보다 직경이 더 큰 연마 패드 및 고정 링과 함께 연마성 및 부식성 화학 슬러리(일반적으로 교질)를 사용한다. 패드와 웨이퍼는 동적 연마 헤드에 의해 함께 눌러지고 플라스틱 고정 링에 의해 제자리에 고정된다. 동적 연마 헤드는 다양한 회전축(즉, 동심이 아님)으로 회전된다. 이는 재료를 제거하고 불규칙한 지형을 균일하게 만들어 웨이퍼를 평평하게 만드는 경향이 있다. 이는 추가 회로 요소를 형성하기 위해 웨이퍼를 설정하는 데 필요할 수 있다. 예를 들어, CMP는 전체 표면을 포토리소그래피 시스템의 심도 내로 가져오거나 위치에 따라 재료를 선택적으로 제거할 수 있다. 일반적인 피사계 심도 요구 사항은 최신 22nm 기술의 경우 옹스트롬 수준까지 낮아졌다.

## 같이 보기
- 에칭 (미세가공)

### 서적
- Silicon processing for the VLSI Era — Vol. IV Deep-submicron Process Technology — S Wolf, 2002, ISBN 978-0-9616721-7-1, Chapter 8 "Chemical mechanical polishing" pp. 313–432